# Cordycipitaceae

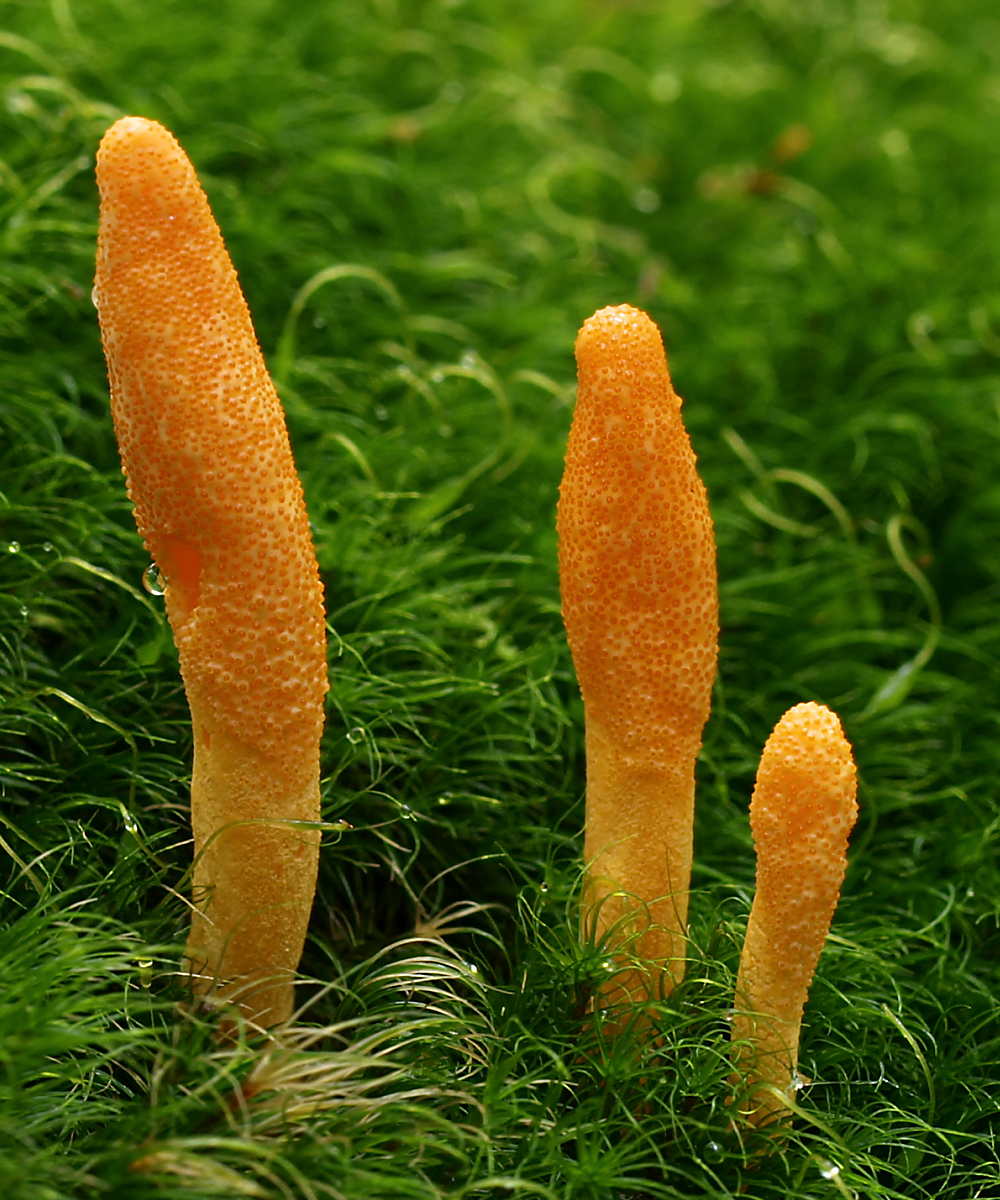
Cordyceps militaris.

Cordycipitaceae es una familia de hongos que pertenece al phylum Ascomycota, clase Sordariomycetes y orden Hypocreales. La mayoría son parásitos de insectos que producen una patogénesis mortal. La familia Cordycipitaceae se valida con base en  la especie tipo de Cordyceps militaris, e incluye la mayoría de las especies de Cordyceps que poseen estromas carnosos de colores brillantes. La familia fue publicada por primera vez en 1969 por el micólogo Hanns Kreisel, sin embargo el nombre no era válido según el Código Internacional de Nomenclatura para Algas, Hongos y Plantas. Fue publicado válidamente en 2007.
Se reconocen 11 géneros independientemente de la etapa de la vida o las diferencias morfológicas que incluyen 471 especies.
El rango de hospedantes de Cordycipitaceae es extenso, infectando muchas especies de insectos en múltiples órdenes. Clavicipitaceae incluye una gran cantidad de parásitos y simbiontes de plantas, la mayoría de las especies de la familia se encuentran en la hojarasca, el musgo o las capas superiores del suelo. Menos frecuentemente son parásitos de hongos subterráneos.
Las especies de Cordycipitaceae pueden usarse para el control de plagas de insectos (por ejemplo, Beauveria bassiana y Beauveria brongniartii) o como medicinas tradicionales chinas (por ejemplo, Cordyceps militarisandIsaria cicadae).

## Características
Cordycipitaceae se caracteriza por tener estromas pálidos (color crema o blanco) o muy pigmentados (frecuentemente color amarillo brillante, naranja o rojo) según  la especie, usualmente carnosos, así como un peritecio que puede estar superficial a completamente sumergido, orientado en ángulo recto con la superficie del estroma. Sus ascas son cilíndricas con ápice de ascus engrosado. Las ascosporas generalmente son cilíndricas, multiseptadas,  y se desarticulan en esporas parciales o permanecen intactas. Se trata de hongos teleomorfos.
Las formas asexuales en Cordycipitaceae se han clasificado con distintos nombres, y las especies de Cordyceps se han asociado con una diversidad de morfologías reproductivas asexuales.
Otros géneros en Cordycipitaceae producen peritecios en un subículo, incluidos Ascopolyporus e Hyperdermium, pero estos difieren de Torrubiella en ser patógenos de insectos escamosos. Quizás el nombre genérico tipificado asexualmente más conocido en Cordycipitaceae es Beauveria, debido a su papel en el desarrollo de la teoría de los gérmenes de la enfermedad y su uso de larga data como agente de control biológico contra los insectos plaga.
La distribución de Cordycipitaceae es extensa, se han observado en todos los continentes, sin embargo se registra una mayor presencia en América y Europa. Existen datos que sugieren que la mayor cantidad se  reporta en el periodo de agosto a octubre.

## Taxonomía y filogenia
La historia taxonómica de Cordycipitaceae es compleja e involucra numerosos nombres tipificados sexualmente y asexualmente que se han utilizado en todo Hypocreales.
De acuerdo al artículo "A phylogenetically-based nomenclature for Cordycipitaceae (Hypocreales)" la familia Cordycipitaceae está bien respaldada filogenéticamente, al igual que muchos de los nodos internos. Esta hipótesis filogenética apoya el reconocimiento de los géneros Akanthomyces, Ascopolyporus, Beauveria, Cordyceps, Engyodontium, Gibellula, Hyperdermium y Simplicillium.
Los análisis filogenéticos actuales resuelven Simplicillium como el linaje divergente más temprano en Cordycipitaceae.
En 2007, Sung et al. llevaron a cabo una investigación filogenética molecular donde se reconocieron a las familias de Cordycipitaceae y Ophiocordycipitaceaede. La investigación tenía  énfasis en Cordyceps y reveló que tanto Clavicipitaceae como Cordyceps no son monofiléticos. Las especies clasificadas previamente en Cordyceps fueron apoyadas como miembros de las tres familias (Clavicipitaceae, Clavicipitaceae y Cordycipitaceae). Clavicipitaceae y Clavicipitaceae formaron colectivamente un grupo monofilético, mientras que Cordycipitaceae, definida por la posición filogenética de la especie tipo de Cordyceps, C. militaris, compartió un ancestro común más reciente con Hypocreaceae.